# Jin Andi
Jin Andi (382-419), zijn persoonlijke naam was Sima Dezong, was de voorlaatste keizer van de Oostelijke Jin-dynastie.

## Biografie
Hij was de oudste zoon van keizer Jin Xiaowudi (of Sima Yao), hij had een verstandelijke beperking en kon niet zelfstandig regeren. Zijn vader werd op 6 november 396 door zijn concubine vermoord en had geen voorzorgsmaatregelen kunnen treffen voor zijn opvolging. Als oudste zoon werd hij tot keizer uitgeroepen, zijn oom Sima Daozi werd regent. Zijn vader en Sima Daozi waren gekend als notoire drinkers en uitbundige feestvarkens en niet vies om anderen te beledigen, staatszaken waren aan hen niet besteed. In 399 nam de zoon van Sima Daozi, Sima Yuanxian, in werkelijkheid de macht over.
In 402/403 kwam de krijgsheer Huan Xuan in opstand, liet Sima Yuanxian en Sima Daozi executeren en riep zichzelf uit tot keizer. Op zijn beurt werd hij van de troon gestoten door generaal Liu Yu en werd Jin Andi in ere hersteld. Liu Yu was een bekwaam heerser. Het moment gekomen liet hij Jin Andi wurgen en zette zijn broer Jin Gongdi tijdelijk op de troon, tot hij zichzelf uitriep als  keizer Song Wudi, de stichter van de Liu Song-dynastie.